# Nos intelligences multiples
Nos intelligences multiples est un essai écrit par Josef Schovanec, paru le 4 avril 2018 aux éditions de l'Observatoire. Inspiré par la théorie des intelligences multiples d'Howard Gardner, il est surtout consacré à la défense de l'intelligence autiste et de la culture autiste, constituant une analyse de ses apports au cours de l'Histoire, et des sources de la situation de handicap expérimentée par les personnes autistes. 

## Résumé

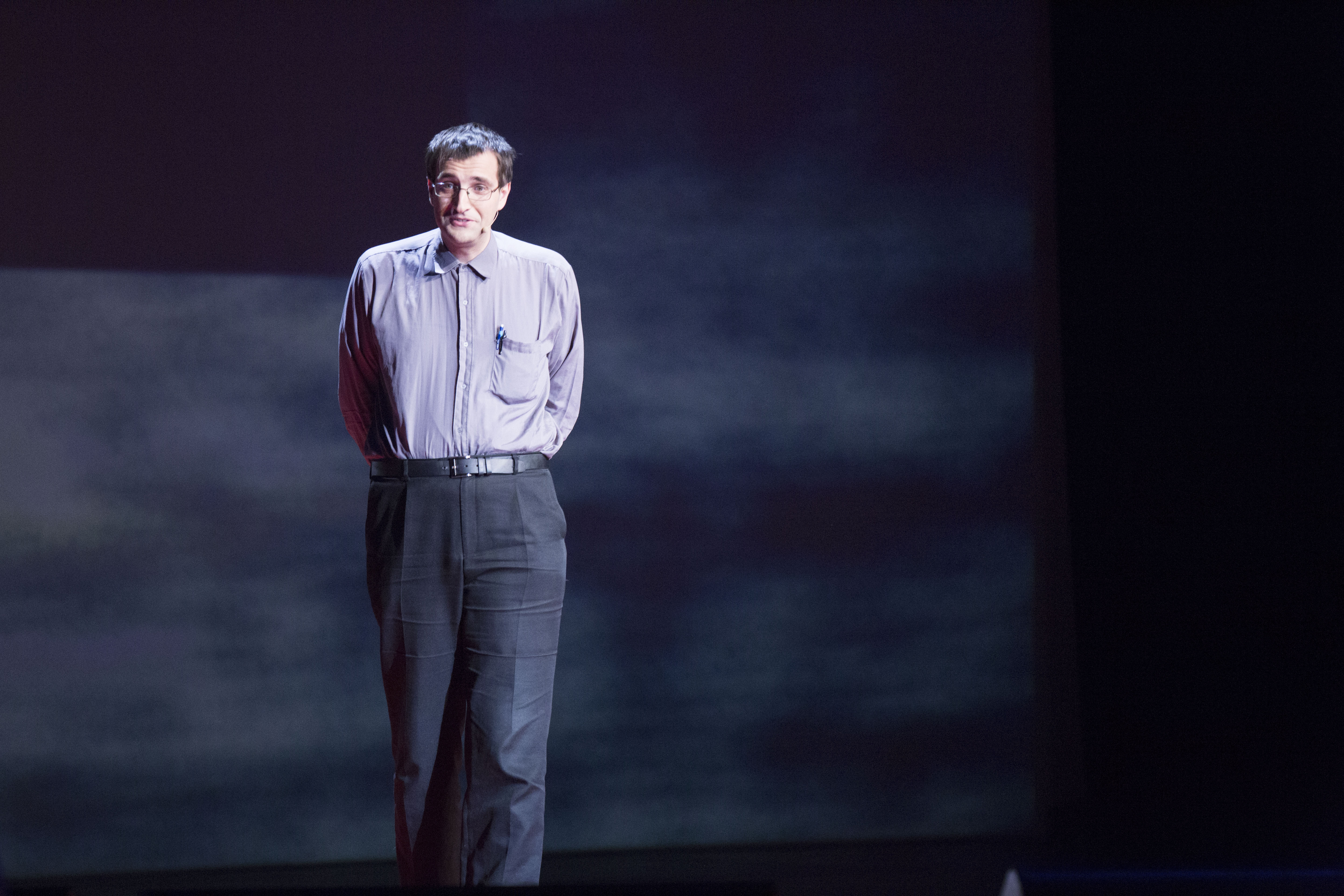
Josef Schovanec, auteur de Nos intelligences multiples

Josef Schovanec explore la question de savoir « ce que signifie être intelligent », ainsi que les notions de « différence » et de « normalité ». Il détaille en particulier le « poids des normes » dans la vie quotidienne des personnes dotées d'une intelligence atypique, ainsi que la création des tests de mesure du quotient intellectuel dans le but de catégoriser les personnes. Il témoigne avoir voulu illustrer « l'existence d'autres mondes » à travers son ouvrage, de même que la façon dont « la diversité de nos façons de fonctionner est un atout majeur, sinon le grand atout pour imaginer, créer un monde meilleur, que ce soit dans les domaines littéraire, culturel ou scientifique ».
Il analyse le phénomène d'« homogénéisation du monde » depuis le XVIIIe siècle.
Il prédit la disparition future des personnes autistes, « les mondes de l'autisme ne dureront pas éternellement », notamment quand un test prénatal sera disponible : « le jour où un test de dépistage prénatal sera disponible, la messe sera dite ».

## Éditions
Le grand format est paru le 4 avril 2018 aux éditions de l'Observatoire.
- Josef Schovanec, Nos intelligences multiples : le bonheur d'être différent, Paris, éditions de l'Observatoire, 4 avril 2018, 187 p. (ISBN 979-10-329-0096-3)

## Réception
Dans Les Échos, Yann Verdo qualifie ce livre de « bel éloge de la différence » et de « vibrant plaidoyer contre la « vision hiérarchique et prétendument scientifique de l'intelligence » », rédigé avec « érudition et humour ». D'après Bertrand Devevey, qui recommande l'ouvrage comme « excellent » sur Atlantico, ce livre démontre que « nous devons beaucoup aux passions radicales des autistes dits de « haut niveau » et leur apport est encore plus indispensable aujourd'hui ». Il souligne une « érudition exceptionnelle » servie par une « écriture riche et inhabituelle », ainsi qu'un humour situé « entre plaidoyer et autodérision », et des qualités de vulgarisation. Il regrette la difficulté d'accessibilité de l'écriture contenant de nombreuses digressions, et un enchaînement d'idées parfois difficile à suivre. Il conclut que « cet exercice est vivifiant autant que dérangeant », et que l'« on n'en sort pas indemne ».
Dans Grazia, la journaliste Marguerite Baux qualifie cet essai de « brillantissime », et estime que le contenu de ce livre en fait une « véritable expérience et de Schovanec un héritier de Montaigne, observant le monde depuis son retranchement ».
L'auteur présente régulièrement le propos de cet ouvrage en conférence, notamment à Saint-Dié-des-Vosges en octobre 2018, à l'Université de Bretagne-Occidentale en février 2019, ou encore aux Solidays en juin 2019.